# Ustaša

Ustašas kroatiska flagga och Oberoende staten Kroatiens flagga.

Ustaša (kroatiska: "de som reser sig", alternativ svensk stavning: Ustasja) var en kroatisk fascistisk, nationalsocialistisk och ultranationalistisk organisation, grundad år 1929. Ustašas grundare och ledare var Ante Pavelić. Ustaša förespråkade ett etniskt rent Storkroatien vilket skulle uppnås med folkmord på serber, judar och romer. Med hjälp av axelmakterna Tyskland och Italien upprättade Ustaša den 10 april 1941 den Oberoende staten Kroatien som ägde bestånd till maj 1945. Pavelićs titel i den nya staten var poglavnik och som hälsningsfras använde Ustaša och dess sympatisörer frasen 'Za dom spremni' vilket kan översättas till "För fosterlandet redo".

## Namn
Ustaša (plural: Ustaše) betyder ungefär "de upproriska", "de som reser sig". Organisationens formella namn vid grundandet år 1929 var Ustaša - Kroatiska revolutionära organisationen (Ustaša - Hrvatska revolucionarna organizacija). År 1933 byttes det formella namnet till Ustaša - Kroatiska revolutionära rörelsen (Ustaša - Hrvatski revolucionarni pokret) för att vid upprättandet av Oberoende staten Kroatien och övertagandet av makten år 1941 övergå till namnet Ustaša - Kroatiska befrielserörelsen (Ustaša - Hrvatski oslobodilački pokret).

## Bakgrund
Ustaša växte fram som en reaktion mot den politiska repressionen mot kroater i Jugoslavien under 1920-talet och kung Alexander I:s begynnande diktatur. De serbiska politikerna ansåg att den serbiska folkgruppen utgjorde stommen i den jugoslaviska unionen vilket ogillades av de kroatiska politikerna som var rädda att förlora sin redan försvagade position. Under 1920-talet växte det kroatiska missnöjet mot den serbiskcentrerade politiken. Ledaren för Kroatiska bondepartiet (Hrvatska seljačka stranka), Stjepan Radić, som strävade efter ett självständigt Kroatien, fängslades 1924 för påstått samröre med sovjetiska kommunister. Radić släpptes året därpå och återvände till det jugoslaviska parlamentet. Motsättningen mellan serber och kroater var stark i parlamentet och i samband med ett politiskt gräl i parlamentet den 20 juni 1928 öppnade den montenegrinske serben Puniša Račić, medlem av Serbiska folkets radikala parti, eld och dödade bland andra Radić. 
Mordet på Radić framkallade en politisk kris. Den 6 januari 1929 avskaffade Alexander I konstitutionen, förbjöd alla nationella partier och införde personlig diktatur, den så kallade "6 januari-diktaturen" (Šestojanuarska diktatura). En rad personer, däribland kroaten Ante Pavelić, då medlem av Rättspartiet (ett parti på högerkanten), tvingades att gå i landsflykt.
Pavelić och flera andra exilkroater bildade en radikal extremnationalistisk rörelse och förespråkade våld för att nå sina politiska mål. I januari 1932 tog rörelsen namnet Ustaša. Bland annat stöttade Ustaša den makedonska organisationen VMRO som låg bakom mordet på kung Alexander I och Frankrikes utrikesminister Louis Barthou i Marseille den 9 oktober 1934.

## Ideologi
Ustaša förespråkade ett etniskt rent Kroatien, raslagar infördes och serbisk såväl som judisk egendom konfiskerades. Regimen ansåg att den serbiska minoriteten var det största hindret för att uppnå ett rasrent Kroatien. I maj 1941 deklarerade Ustašaministrarna Mile Budak, Mirko Puk och Milovan Žanić att Ustašas mål var ett etniskt rent Kroatien. De tillkännagav officiellt en strategi för hur detta mål skulle uppnås. En tredjedel av serberna i Oberoende staten Kroatien skulle tvingas konvertera till den Romersk-katolska kyrkan, en tredjedel skulle fördrivas och en tredjedel skulle dödas. Ustaša betraktade bosniakerna som muslimska kroater i ett försök att assimilera denna folkgrupp, och lät bygga moskéer och rekrytera muslimska fascister. Vidare ansåg Ustaša att kroaterna inte var slaver utan ättlingar till goterna och därmed besläktade med arierna. Ustaša förespråkade även antiindustrialism och jordbrukssamhälle. De lade även stor vikt vid att upphöja kroatiska och romersk-katolska traditioner i sin nationalistiska ideologi.

## Ustašas roll under andra världskriget och Förintelsen

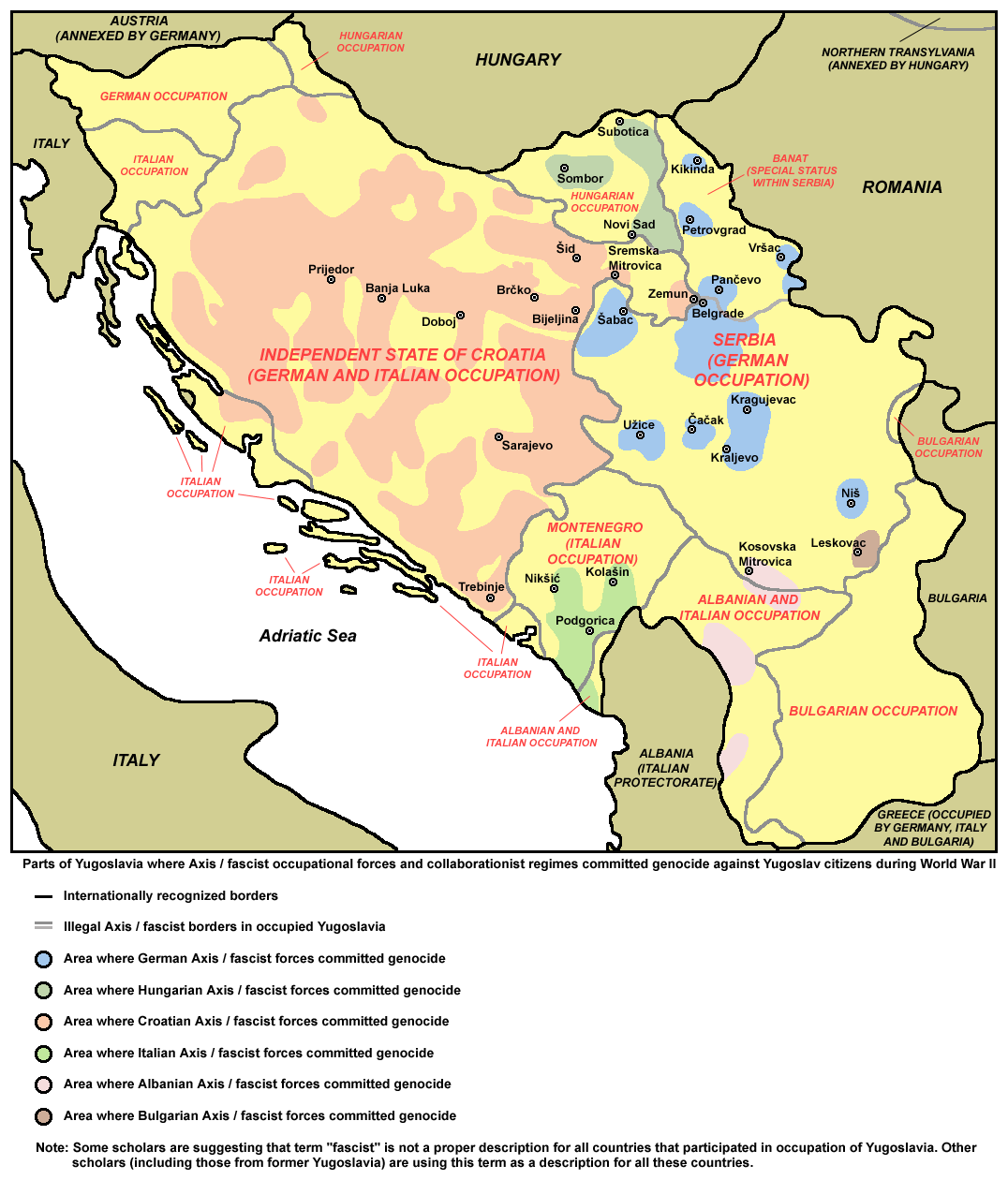
Områden där fascister och nazister begick folkmord i Jugoslavien under andra världskriget.

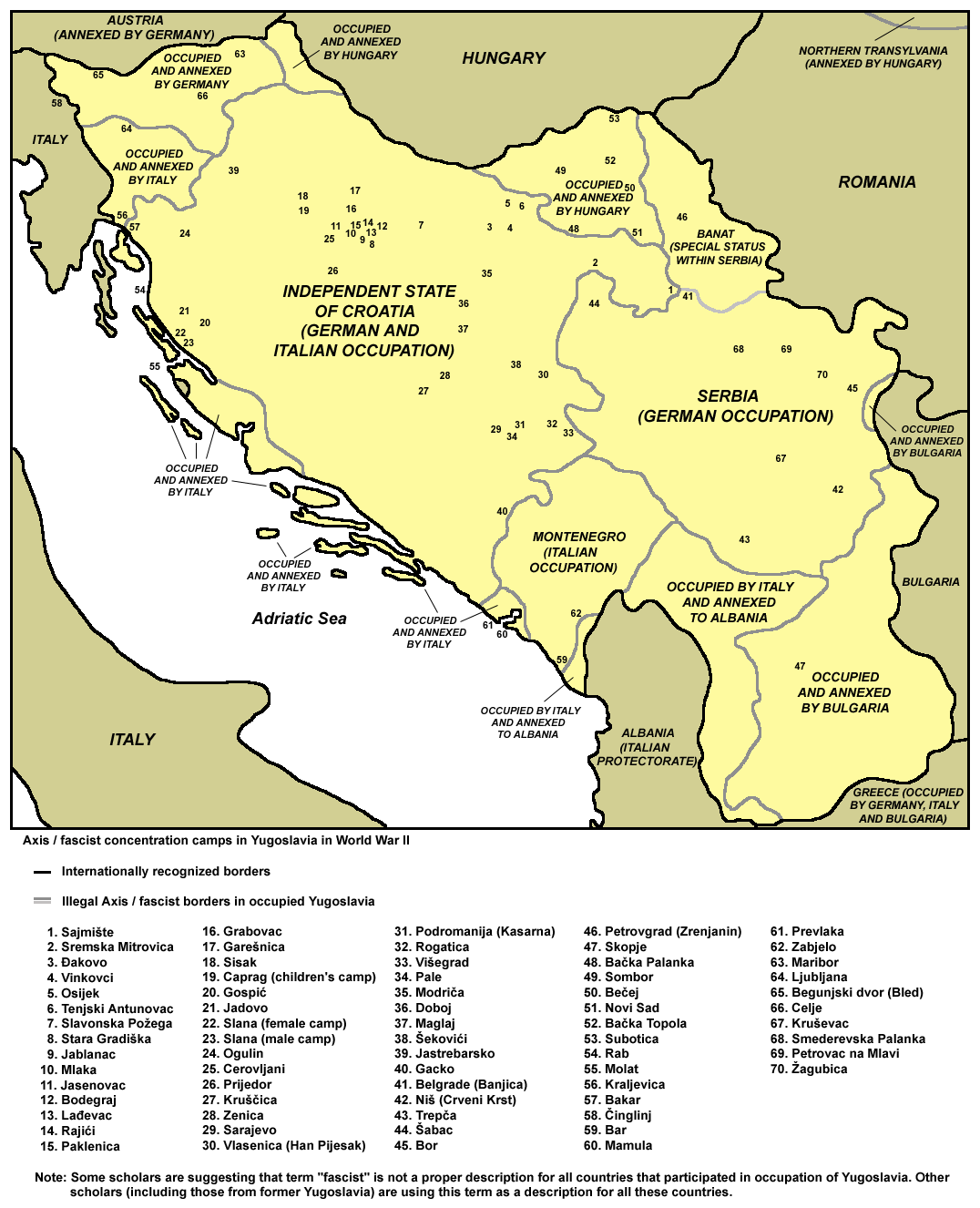
Koncentrationsläger i Jugoslavien under andra världskriget.

Organisationen bildade under andra världskriget Oberoende staten Kroatien 1941 med assistans från axelmakterna. Efter att axelmakterna dragit sig ur Kroatien besegrades de av kommunistiska jugoslaviska partisaner 1945.
Ustaša inrättade ett system med koncentrationsläger, varav det mest ökända är förintelselägret i Jasenovac och Stara Gradiška, där man mördade serber, judar, romer, politiska motståndare och kroatiska antifascister systematiskt. Regimen deltog därmed i Förintelsen i Oberoende staten Kroatien. Uppgifterna om det totala antalet offer för NDH-regimen i Kroatien mellan 1941 och 1945 är motstridiga på grund av brist på dokumentation men klarlagt är att hundratusentals människor utrotades. Yad Vashem Center menar att antalet offer var 600 000, i huvudsak serber. United States Holocaust Memorial Museum anger att antalet serbiska offer i Jasenovac uppgår till så många som 700 000. Från kroatiskt högerextremt håll har förintelseförnekare hävdat att de höga dödstalen i Jasenovac är "serbisk propaganda" och en vilja att från serbiskt håll skapa en "myt" kring Jasenovac. Dessa teorier betraktas av majoriteten seriösa historiker och forskare som historierevisionistiska och icke trovärdiga då det är bevisat att hundratusentals civila serber, judar och romer mördades. Ustasjas ledning skröt ofta själva om mördandet och förnekade sällan vad som skedde. Stundvis blev massmorden i NDH-regimen så brutala och storskaliga att både nazityska och italienska betraktare klagade om Ustasjas "barbari" till sina respektive länders styren.

### Efter andra världskriget
Efter kriget dömdes ett antal Ustasjaförbrytare till döden för massmorden de begått, men ett flertal ledande Ustasjamedlemmar tillika krigsförbrytare lyckades undfly rättvisan med hjälp av stöd från Vatikanen och mutade inom de västallierades zoner.
I exil, på flykt undan rättvisan, bedrev efterkrigstida underjordiska Ustasjanätverk terrorverksamhet och fortsatta dåd mot Jugoslavien. Allt från jugoslaviska ambassader, resebyråer, privatpersoner och kontor blev måltavlor i deras terrorverksamhet. Deras politiska mål var att destabilisera Titos Jugoslavien och sabotera enigheten och freden i regionen genom bland annat bombdåd, mord, grova hot, gisslantagning och utpressning, med mera. Några av de ledande och drivande Ustasjamedlemmarna från NDH-perioden, däribland Pavelić själv och lägerkommendanten Maks Luburic, lyckades spåras upp av jugoslaviska agenter och avrättades för brott de begått både under och efter kriget.

## Organisation

### Ustaška mladež
Ustaša hade en ungdomsorganisation vid namn Ustaška mladež (Ustašaungdom) för barn mellan 7 och 21 år. Ungdomsorganisationen delades in i flick- och pojkavdelningar där man bland annat lärde ut militär träning, religion, konst och politik till barnen. Organisationen fungerade som en propagandamaskin med den tyska ungdomsorganisationen Hitlerjugend som förebild. Ustaška mladež utgav även en egen tidning som hette just Ustaška mladež.

### Crna legija
Crna legija (Svarta legionen), uppkallad efter de svarta uniformer som bars av medlemmarna, var ett elitförband som leddes av Jure Francetić och Rafael Boban. Crna legija stred mot partisaner under kriget.